# S Andromedae
S Andromedae (SN 1885) – supernowa typu Ia w galaktyce M31 w gwiazdozbiorze Andromedy. Zaobserwował ją 20 sierpnia 1885 Ernst Hartwig z Obserwatorium w Tartu w Estonii. Jest to pierwsza odkryta supernowa spoza naszej galaktyki.
Między 17 a 20 sierpnia 1885 osiągnęła jasność ok. 5,8m. W lutym 1890 osłabła do 16m. Ponad sto lat później (10 listopada 1989) Robert A. Fesen odkrył jej pozostałości. Mają rozmiary rzędu 0,55 sekundy kątowej i masę pomiędzy 0,1 a 1 masy Słońca.
S Andromedae jest jedyną do tej pory zaobserwowaną supernową w Galaktyce Andromedy.